# Chamaeangis lecomtei
Chamaeangis lecomtei är en orkidéart som först beskrevs av Achille Eugène Finet, och fick sitt nu gällande namn av Rudolf Schlechter. Chamaeangis lecomtei ingår i släktet Chamaeangis och familjen orkidéer.

## Underarter
Arten delas in i följande underarter:
- C. l. lecomtei
- C. l. tenuicalcar